# 2012 في تشيلي
فيما يلي قوائم الأحداث التي وقعت خلال عام 2012 في تشيلي.

## رياضة
- 1 يناير – تشيلي في الألعاب الأولمبية الصيفية 2012

## برامج ومسلسلات وأنمي
- لوس 80

## وفيات

### سبتمبر
- 11 سبتمبر – سيرجيو ليفينغستون (مواليد 1920) لاعب كرة قدم تشيلي.